# Бодини, Лучано
Лучано Бодини (итал. Luciano Bodini; 12 февраля 1954, Лено) — итальянский футболист.

## Карьера
Свою профессиональную карьеру в 1974 году, подписав контракт с «Кремонезе» из Кремоны. В этом клубе он провёл наибольшее для себя количество игр, которых было более 100. После трёх сезонов он переходит в более именитый итальянский клуб «Аталанту» на 2 сезона.
В 1979 году Бодини присоединяется к «Ювентусу». В составе туринской команды он завоевывает множество наград, среди которых и победа в «Лиге чемпионов», чемпионате Италии и других. Однако в большинстве случаев он провёл матчи на скамейке, так как за 10 сезонов в «Ювентусу» он сыграл всего 26 матчей.
В 1989 году Лучано подписал контракт с «Эллас Верона», где сыграл один сезон.
В 1990 году Бодини перешёл в «Интернационале», в котором он закончил свою профессиональную карьеру через год.

## Достижения
«Ювентус»
- Кубок европейских чемпионов: 1984/85
- Суперкубок УЕФА: 1984
- Чемпион Италии: 1980/81, 1981/82, 1983/84, 1985/86
- Кубок Италии: 1982/83
- Межконтинентальный кубок: 1985